# 전 광주 성거사지 오층석탑
전 광주 성거사지 오층석탑(傳 光州 聖居寺址 五層石塔)는 광주광역시 남구에 위치한 성거사지에 있는 고려시대의 오층석탑이다. 1963년 1월 21일 대한민국의 보물 제109호로 지정되었다.

## 개요
광주공원 안에 있는 고려 전기의 석탑으로 이 부근은 성거사(聖居寺)터라고 전해진다. 이 광주공원은 원래 성거산(聖居山)이라 불렀는데, 산의 모양이 거북처럼 생겼으므로 광주를 떠나지 못하도록 등위치에는 성거사를 세우고 거북의 목 부근에는 5층석탑을 세웠다고 한다.
1단의 기단(基壇) 위에 5층의 탑신(塔身)을 세운 석탑으로, 통일신라시대의 2단 기단 양식에서 기단을 1단만 두는 고려시대로의 양식변화를 보여준다. 또 지붕돌 추녀와 몸돌의 알맞은 비례감과, 위로 오르면서 줄어드는 비율이 크지 않아 전체적으로 높게 보이면서도 안정감이 있다.
가장 큰 특징은 1층 몸돌에서 나타난다. 즉 몸돌 전체를 아래위 2단으로 나누어 5개의 돌을 맞추고 있는데, 이러한 양식은 이전에는 볼 수 없었던 고려시대에 흔히 나타나는 특색이다. 또한 지붕돌 밑면의 받침은 4단이고 각 귀퉁이는 아래위 모두 약간씩 치켜올려진 상태이다.
1961년 해체하여 보수할 때 2층 몸돌에서 사리공(舍利孔)과 사리장엄구가 발견되어 이 석탑의 연대를 파악하는데 중요한 근거가 된다. 1층 몸돌과 3층 몸돌은 보수할 당시에 보충한 것이다.

## 같이 보기
- 광주공원
- 성거사지

## 참고 자료
- 전 광주 성거사지 오층석탑 - 국가유산청 국가유산포털